# Lovec (šah)
Lovec je ena od figur pri šahovski igri. Označen je s simbolom »♝«. Ponekod na Slovenskem ga imenujejo tudi tekač ali pogovorno laufer (iz nemške besede Läufer). Na začetku igre ima vsak igralec dva lovca. Eden je postavljen med kralja in kraljevega skakača in drugi med damo in daminega skakača. V algebrskem zapisu sta postavljena na polji c1 in f1 pri belem in na c8 in f8 pri črnem.
Lovca se razlikujeta po tem, na kateri strani stojita na začetku, npr. kraljevi lovec in damin lovec. Lovca vedno ostaneta na poljih iste barve, zato ju imenujemo tudi črnopoljni in belopoljni lovec.
Lovec nima omejitev pri številu polj po katerih se lahko premika, vendar se lahko premika le diagonalno, naprej in nazaj, kot je prikazano na sliki. Lovec ne more preskakovati svojih in nasprotnikovih figur. Preskakovanje velja le za skakača. Prav tako kot ostale figure tudi lovec zajema nasprotnikove figure tako, da zasede polje na katerem je prej stala nasprotnikova figura.
Lovec ima dostop le do dvaintridesetih polj na šahovnici, zato ima manjšo vrednost od trdnjave, ki lahko dostopa do vseh štiriinšestdesetih polj. Velja tudi, da trdnjava napada vedno štirinajst polj na prazni šahovnici, medtem ko lovec napada med sedem in trinajst polj na prazni šahovnici, odvisno od tega, kje na njej stoji. Lovec se vrednoti za približno dva kmeta manj kot trdnjava.
Lovec se vrednoti približno enako kot skakač. Lovcu narašča vrednost proti končnici, ko na šahovnici ostane le nekaj figur in so tako lovcu odprte proste diagonale po katerih se lahko neovirano premika. Na prazni šahovnici se lahko lovec premakne iz kraljevega na damino krilo v eni potezi, medtem ko skakač za to potrebuje nekaj potez. V odprti šahovski končnici ima lovski par premoč nad lovcem in skakačem ali dvema skakačema. Zato je pametno poskrbeti, da preidemo v končnico z lovskim parom in si tako zagotovimo strateško prednost.
Medtem ko ima lovec prednost v končnici, pa se je skakač izkazal za uporabnejšega v otvoritvi, kjer lahko s svojimi skoki kaj hitro uspešno vdre v nasprotnikov tabor in napade več figur hkrati. Zato je Lasker predlagal, da je v otvoritvi bolje prvo razviti skakače in šele nato lovce.
Na začetku igre je za lovca težko najti primerno mesto, kjer ne bo tarča nasprotnikovih figur, zato je ena od priporočljivih taktik krilni razvoj lovca ali tako imenovani fianketo. Na primer premaknemo kmeta iz g2 na g3 in nato lovca iz f1 na g2. Pri taki postavitvi je kralj dobro zavarovan po izvedeni mali rokadi, lovec pa izvaja pritisk po dolgi diagonali h1-a8. Pri tem moramo paziti, da ne zamenjamo ali izgubimo lovca, ki brani rokado, ker je v nasprotnem primeru oslabljena rokadna postavitev kmetov lahka tarča nasprotnika.